# 萨克森-科堡-萨尔费尔德
萨克森-科堡-萨尔费尔德（德語：Sachsen-Coburg-Saalfeld）是韦廷家族在图林根的一个邦国。1735年由薩克森-科堡和萨克森-萨尔费尔德合并而来，1825年得到哥达，1826年将萨尔费尔德交给萨克森-迈宁根，更名萨克森-科堡-哥达。

## 成立背景
1675年，萨克森-哥达公爵恩斯特一世去世。他的第四子，也是活到成年的最年长的儿子弗里德里希一世继承了他的领地。但遭到其他儿子的反对。1680年，弗里德里希一世与六个弟弟通过协议瓜分了父亲的领土。恩斯特一世的十一子约翰·恩斯特得到萨尔费尔德、格莱芬塔尔和普罗布斯策拉，称萨克森-萨尔费尔德亲王。
1699年，萨克森-科堡绝嗣，约翰·恩斯特得到科堡，成为萨克森-科堡公爵兼萨克森-萨尔费尔德亲王。
1735年，约翰·恩斯特的长子克里斯蒂安·恩斯特将萨克森-科堡和萨克森-萨尔费尔德合并为萨克森-科堡-萨尔费尔德。

## 简史
1729年至1745年间，约翰·恩斯特的两个儿子分别统治公国的两个区域，长子克里斯蒂安·恩斯特统治萨尔费尔德，四子弗朗茨·约西亚斯统治科堡。1735年起他们为共治君主。1745年克里斯蒂安·恩斯特去世，从而确定了公国的长子继承制。
19世纪初，萨克森科堡-萨尔费尔德先后加入了莱茵邦联和德意志邦联。1821年实行宪法。
1825年，萨克森-哥达-阿尔滕堡公爵腓特烈四世去世，没有子嗣，萨克森-哥达-阿尔滕堡绝嗣。萨克森-哥达-阿尔滕堡的继承为恩斯廷系诸邦争议。通过萨克森国王弗里德里希·奥古斯特一世的仲裁决定：弗里德里希四世的侄女婿萨克森-科堡-萨尔费尔德公爵恩斯特一世得到哥达；萨克森-希尔德布尔格豪森得到阿尔滕堡，并将希尔德布尔格豪森让给萨克森-迈宁根。得到哥达的萨克森-科堡-萨尔费尔德更名萨克森-科堡-哥达；而萨克森-希尔德布尔格豪森更名萨克森-阿尔滕堡。

## 历代公爵列表

### 萨克森-萨尔费尔德亲王
- 1680年—1699年：约翰·恩斯特

### 萨克森-萨尔费尔德亲王兼萨克森-科堡公爵
- 1699年—1729年：约翰·恩斯特

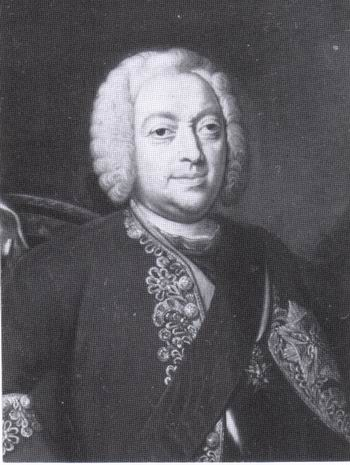
萨克森-科堡-萨尔费尔德公爵弗朗茨·约西亚斯

- 1729年—1735年：克里斯蒂安·恩斯特
- 1729年—1735年：弗朗茨·约西亚斯

### 萨克森-科堡-萨尔费尔德公爵
- 1735年—1745年：克里斯蒂安·恩斯特
- 1735年—1764年：法蘭茲·约西亚斯
- 1764年—1800年：恩斯特·腓特烈
- 1800年—1806年：法蘭茲
- 1806年—1826年：恩斯特一世